# Herminia arenosa
Herminia arenosa är en fjärilsart som beskrevs av Butler 1878. Herminia arenosa ingår i släktet Herminia och familjen nattflyn. Inga underarter finns listade i Catalogue of Life.